# میرزگ
میرزگ (به لاتین: Meerzorg) یک منطقهٔ مسکونی در سورینام است که در ناحیه کوموینه واقع شده‌است. میرزگ ۱٬۰۸۱ کیلومتر مربع مساحت و ۱۲٬۴۰۵ نفر جمعیت دارد و ۱ متر بالاتر از سطح دریا واقع شده‌است.